# Engenho Velho (Santo Antônio de Leverger)
Engenho Velho é um distrito do município brasileiro de Santo Antônio de Leverger, no estado de Mato Grosso. Segundo o censo demográfico de 2022, realizado pelo Instituto Brasileiro de Geografia e Estatística (IBGE), sua população era de 373 habitantes e havia 136 domicílios particulares permanentes ocupados. Foi criado pela lei estadual nº 1.122 de 17 de outubro de 1958.
De acordo com o IBGE, em 2010 a população era de 1 270 habitantes e havia 618 domicílios particulares.